# Presidential Unit Citation
Die Presidential Unit Citation ist eine Auszeichnung, die an Einheiten der Streitkräfte der Vereinigten Staaten und deren Alliierten vergeben wird, die sich durch herausragende heldenhafte Taten im Kampf gegen Feinde seit dem japanischen Angriff auf Pearl Harbor und dem damit verbundenen Eintritt der Vereinigten Staaten in den Zweiten Weltkrieg hervorgetan haben.
Voraussetzung für eine Verleihung an einen militärischen Verband ist die entschlossene Demonstration von Tapferkeit und Korpsgeist während der Ausführung des jeweiligen Auftrages unter extrem schwierigen und riskanten Bedingungen.
Das Maß des geforderten Heldentums entspricht dem des Distinguished Service Cross, das an einzelne Personen vergeben wird.

## US Army and US Air Force P. U. C.

US Army and Air Force Presidential Unit Citation

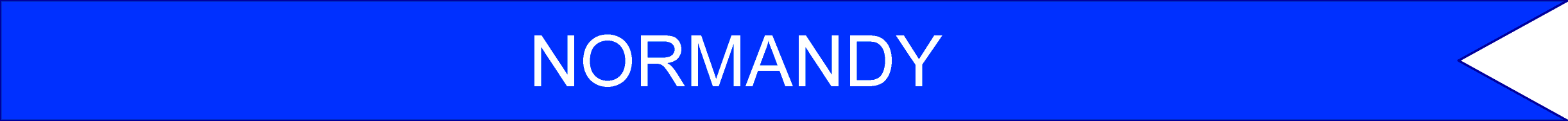
US Army and US Air Force Presidential Unit Citation-Fahne einer Einheit, die sich während Operation Overlord ausgezeichnet hat.

Diese für Verbände der Army und Air Force bestimmte Auszeichnung wurde am 26. Februar 1942 als Distinguished Unit Citation eingeführt. Seit dem 3. November 1966 trägt sie den heute bekannten Namen. Alle Mitglieder der jeweiligen geehrten Einheit dürfen die P. U. C. tragen, egal ob sie an den Kampfhandlungen beteiligt waren oder nicht. Personen, die erst später zu der jeweilig ausgezeichneten Einheit stoßen, tragen diese Bandschnalle nur für die Dauer ihrer Zugehörigkeit zur Einheit an der Uniform.
Sie ist blau und von einem Goldrahmen umgeben. Auf der Regimentsfahne ist die Army and Air Force P. U. C. anhand eines blauen Bandes mit den Abmessungen 4 feet (~122 cm) × 2,75 inch (~7 cm) zu erkennen. In den meisten Fällen ist sie mit dem Namen der Schlacht versehen, in der sich der entsprechende Verband verdient machte.

## US Navy and US Marine Corps P. U. C.

Navy and Marine Presidential Unit Citation

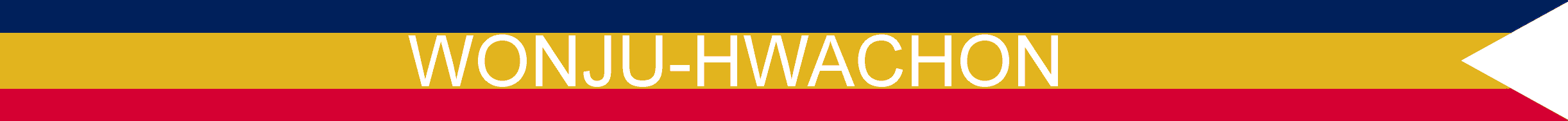
US Navy and US Marine Corps Presidential Unit Citation-Fahne einer Einheit die sich bei den Kämpfen um Wonju-Hwacheon während des Koreakrieges ausgezeichnet hat.

Diese am 6. Februar 1942 eingeführte Bandschnalle ist äquivalent dem Navy Cross, das die zweithöchste Auszeichnung der Navy und des Marine Corps darstellt, die an Militärs vergeben wird. Sie ist horizontal in den Farben blau, gelb und rot gestreift und besitzt keine goldene Umrahmung, sehr wohl aber dieselben Abmessungen wie die Armee- und Luftwaffe-Version.
Am 7. Dezember 2004 verlieh Präsident George W. Bush Angehörigen der zwischen Oktober 2001 und März 2002 in Afghanistan operierenden Combined Joint Special Operations Task Force-SOUTH / Task Force K-Bar, darunter auch dem deutschen Kommando Spezialkräfte (KSK), die Navy Presidential Unit Citation für „außerordentlichen Mut, Einfallsreichtum und aggressiven Kampfgeist im Gefecht gegen einen gut ausgestatteten, gut ausgebildeten und heimtückischen terroristischen Feind“.
Am 7. Mai 2011 verlieh Präsident Barack Obama in Fort Campbell die Navy Presidential Unit Citation an die Eliteeinheit der Navy Seals, welche am 1. Mai 2011 Osama bin Laden töteten. Die Elitesoldaten der Navy Seals hätten „eine der größten militärischen und geheimdienstlichen Aktionen in der Geschichte unseres Landes“ zum Erfolg geführt, so Obama.

## US Coast Guard P. U. C.
Die Verleihung der US Coast Guard P. U. C. an Verbände der US-Küstenwache hängt von der Art der erbrachten Leistung ab. Im Zuge des Hilfseinsatzes nach dem Hurrikan Katrina verlieh George W. Bush eine spezielle Version dieser Auszeichnung für herausragende Leistungen in Friedenszeiten an die Küstenwache.